# Paraná (állam)

Paraná zászlaja

Paraná Brazília egyik szövetségi állama az ország déli részén. Székhelye Curitiba. Északon São Paulo, keleten az Atlanti-óceán, délen Santa Catarina és Argentína Misiones tartománya, nyugaton pedig Mato Grosso do Sul és Paraguay határolja. Utóbbival a határvonalat a Paraná folyó képezi.
A Baktérítő által kettémetszett államban található a világ egyik legjelentősebb szubtrópusi erdője. Az argentin határnál fekszik a világörökség részét képező Iguaçu Nemzeti Park az Iguazú-vízeséssel. Mintegy 40 kilométerrel arrébb, a paraguayi határon épült fel a világ egyik legnagyobb duzzasztója, az Itaipu vízerőmű. Az állam székhelye, Curitiba a brazil átlaghoz képest magas életminőségéről nevezetes.

## Történelem
Paranát először São Pauló-i aranyásók népesítették be, és São Paulo államhoz tartozott.
Az első Paraná-menti jezsuita missziók a Guaíra-vízesés fölött létesültek, és virágzó fejlettséget értek el, amikor a são paulói rabszolgavadászok elűzték őket településeikről, és a mai Misiones (Argentína) területére kellett menekülniük. Fő missziójuk Ciudad Real volt.
Paraná állam 1853-ban szakadt el São Paulótól. II. Péter brazil császár rendelte el ezt büntetésül azért, mert São Paulo részt vett az 1842-es felkelésben. Az európai bevándorlók – főként németek, olaszok, lengyelek és ukránok – hullámai 1850 után kezdtek érkezni. Az állam fejlődése szorosan összekapcsolódik a bevándorlók érkezésével.
A 20. század elejére az állam két vasúthálózattal rendelkezett. Az egyik a Paranaguá volt Curitibába (111 km) meghosszabbítással Ponta Grossába (190 km) és mellékágakkal Rio Negróba (89 km), Porto Amazonasba (10 km) és Antoninába (16 km). A másik a São Paulo és Rio Grande, amely északkeletről délnyugatra szeli át az államot União da Vitóriából az Iguaçun keresztül a são paulói Sorocabana vonal csomópontjáig Itararéban. A két hálózat csomópontja Ponta Grossában volt.

## Fordítás
- Ez a szócikk részben vagy egészben a Paraná (state) című angol Wikipédia-szócikk ezen változatának fordításán alapul.  Az eredeti cikk szerkesztőit annak laptörténete sorolja fel. Ez a jelzés csupán a megfogalmazás eredetét és a szerzői jogokat jelzi, nem szolgál a cikkben szereplő információk forrásmegjelöléseként.